# Jan Suhr
Die Jan Suhr war ein Küstenmotorschiff, das 1955 bei der Stader Schiffswerft mit der Baunummer 169 gebaut wurde und 2001 als Eevi vor der Küste Estlands unterging.

## Geschichte
Die Jan Suhr lief am 24. März 1955 vom Stapel und wurde ihrem ersten Eigner, Johannes Suhr, am 26. Mai desselben Jahres übergeben. Bis 1971 behielt sie ihren ursprünglichen Namen und blieb im Besitz der Familie Suhr; dann wurde sie an Uwe Manthe in Rendsburg verkauft und in Thorsten umbenannt. 1994 wurde sie nach Tallinn verkauft und bekam den Namen Eevi, unter dem sie in den nächsten Jahren für verschiedene Besitzer im Einsatz war.

## Untergang
Am 23. März 2001 drang auf der Fahrt von Paljassaare nach Szczecin Wasser in das Schiff ein, das zunächst etwa 20° Schlagseite nach Backbord entwickelte und dann auf Grund lief. Nachdem auch in den Maschinenraum Wasser eingedrungen war, verließen die Mannschaft und der einzige Passagier das Schiff. Die Eevi war zu diesem Zeitpunkt nicht versichert, und der Eigner gab das Wrack auf, das östlich des estnischen Dorfes Lehtma in der Position 59° 3′ 58″ N, 22° 44′ 31″ O ungefähr eineinhalb Meilen vor der Küste verblieb. Das Schiff hatte zum Zeitpunkt des Unglücks Viehfutter geladen und etwa acht Tonnen Diesel an Bord, was zu einem Umweltproblem führte. Teile des Schiffes waren mindestens bis zum Jahr 2008 noch sichtbar; inzwischen liegt das Wrack komplett unter Wasser und wurde mit Tonnen markiert, um die Sicherheit der Hafeneinfahrt von Lehtma zu gewährleisten.